# Каменная кладка

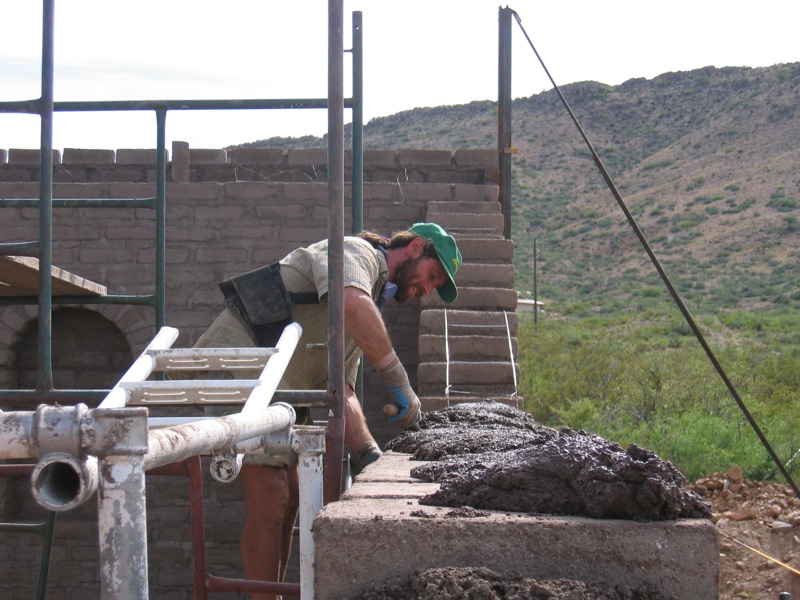
Каменщик за работой

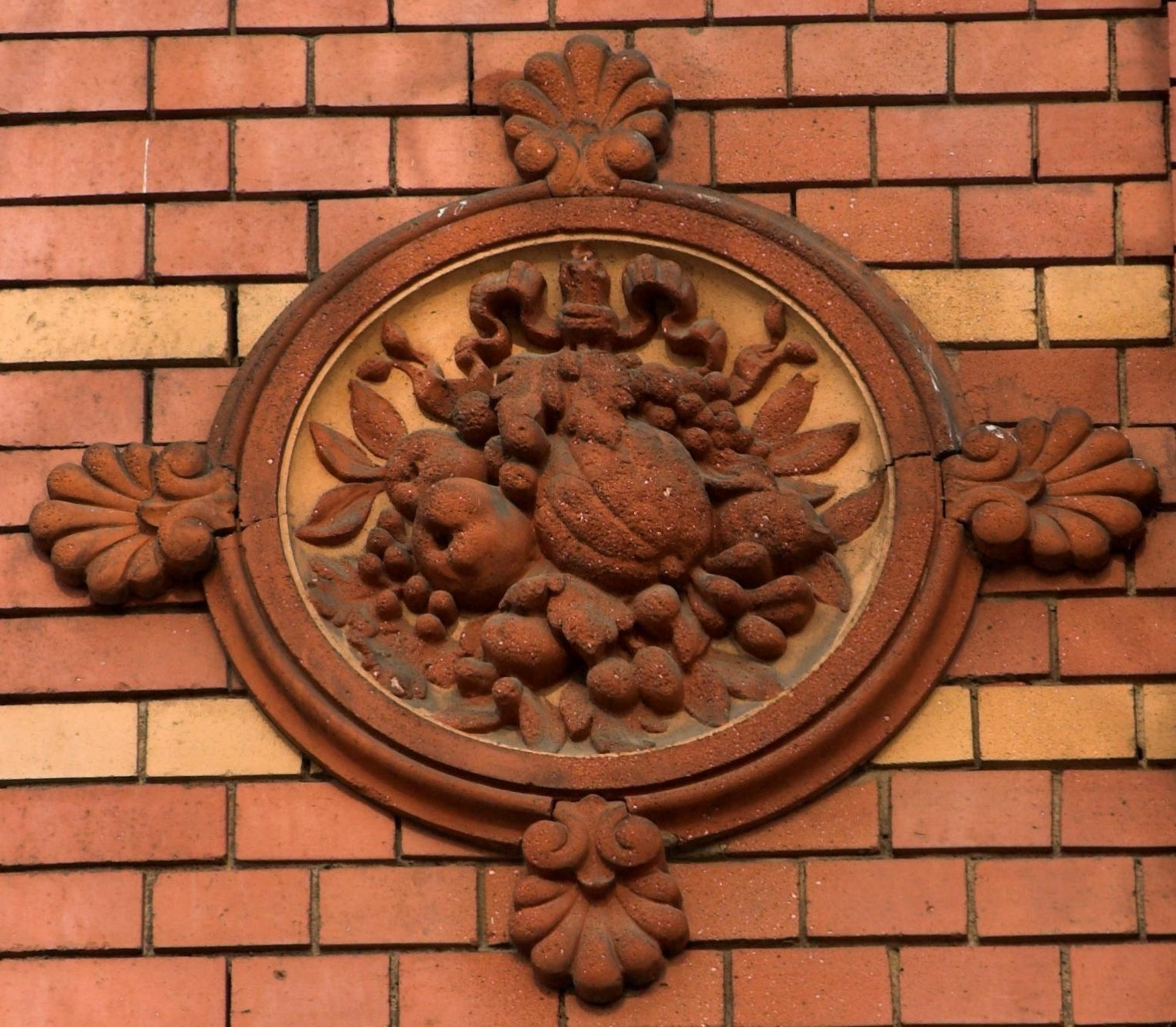
Тонкая кирпичная кладка из клинкера

Ка́менная кла́дка — строительная конструкция, состоящая из блоков или камней, уложенных в определённом порядке и почти всегда связанных строительным раствором, клеевым составом или пастой. Специалист по устройству каменной кладки называется каменщиком.
Каменная кладка может содержать металлические изделия в виде отдельных арматурных стержней или соединённых вместе в вертикальные (сердечники) и/или горизонтальные (пояса/сейсмопояса) арматурные или композитные сетки, уложенные в слой бетона (от ~30—50 мм) для повышения прочности; при этом бетон может быть сборно-монолитным или монолитным.

## Функции и применение
Каменная кладка может выполнять функции опоры, ограждения, теплоизоляционные, звукоизоляционные, эстетические (фасады).
Каменная кладка применяется в кладках внутренних и наружных стен зданий и сооружений, отдельно стоящих подпорных стен высотой до 4,0 метров, стен подвалов, фундаментов, печей и наружного дымохода; также при футеровке стальных и железобетонных промышленных печей для изоляции несущих строительных конструкций от высоких температур.

## Терминология

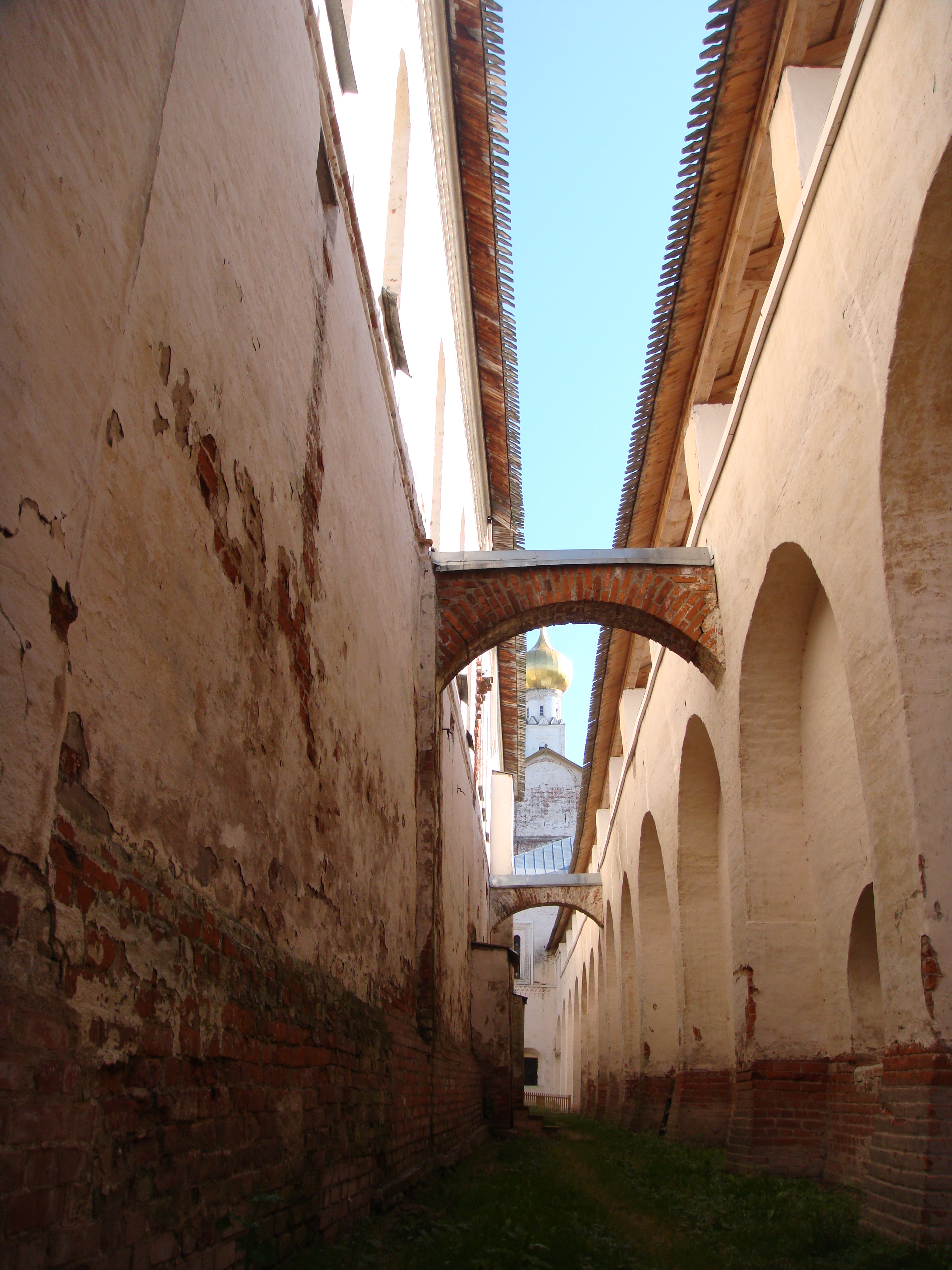
Простенки на левой стене здания

- Верста — верхний ряд наружной (фасадной) стороны кладки, находится на противоположной стороне от каменщика; внутренний — на стороне каменщика.
- Забутка (забутовка) — пространство между наружной и внутренней верстой[~ 4].
- Борозда — создаётся для скрытой проводки коммуникаций (трубопроводов, электропроводов и т. д.), после монтажа которых заделывается заподлицо с плоскостью стены[~ 4].
- Шов — пространство между кирпичами по вертикали и горизонтали.
- Штраба — участок, выкладываемый перед перерывом в работе; бывают убежные, наклонные и вертикальные штрабы[~ 4].
- Простенок — кладка между двумя проёмами (окнами, дверьми)[~ 4][~ 5].
- Перемычка — конструктивный элемент балочного или арочного типа для перекрытия проёма в стене и восприятия нагрузки от расположенных выше конструкций[~ 1].
- Архитектурные элементы
  - Уступ — вид кладки, при которой часть стены смещена по вертикали по отношению ко всей стене[~ 4].
  - Напуск — вид кладки, при которой верхний ряд выступает над нижним по лицевой стороне стены, который не превышает одной третьей длины кирпича[~ 4].
  - Поясок (или тяга) — напуск нескольких рядов кладки[~ 4].
  - Обрез — вид кладки при которой верхний ряд по отношению к нижнему сдвигается внутрь по отношению к лицевой стороне стены; при этом, ряд кладки, к которому примыкает первый ряд обреза, кладётся ложком[~ 4].
  - Пилястра — выступающая часть в стене в виде столба, которая при кладке перевязывается с самой стеной[~ 4].
  - Карниз — горизонтальный выступ верхней части фасада[~ 4].
  - Ниша — углубление в кладке стены, кратное половине кирпича для устройства встроенных шкафов, электрических или отопительных приборов и т. д.[~ 4].
  - Четверть — выпуск из кладки наружной ложковой версты на длину четвертки с укладкой четвертки в тычковых верстах; выполняется для устройства дверных проёмов[~ 4].
- Ложковый ряд — ряд кладки, при которой кирпич кладётся ложковой стороной кирпича наружу по отношению к наружной стороне стены[~ 4].
- Тычковый ряд — ряд кладки по аналогии с ложковым, но наружу обращена тычковая сторона кирпича[~ 6][~ 4].

Шириной кирпичной кладки стен называется толщина стен, которая измеряется в длинах кирпича с учётом толщины вертикальных швов: 1 кирпич = 250 мм; 1,5 = 380 мм; 2 = 510 мм; 2,5 = 640 мм.

## Классификация кладки
Каменную кладку классифицируют на следующие виды.
По типу работы конструкции
- Несущая — воспринимает вес собственный, конструкций опирающихся на неё, внешних условий, например, погодных (атмосферные осадки: снег, лёд, ветер).
- Самонесущая — воспринимает только собственный вес.
- Ненесущая — только ограждает, перегородка, забор.

По типу выполнения конструкции
- Сплошная — несущая или самонесущая монолитная конструкция из камней, связанных строительным раствором.
- Облечённая (эффективная) — кладка с заполнением внутреннего пространства стены (забутовки) лёгким бетоном или теплоизолятором. Обычно применяется на малоэтажных зданиях или на последних этажах многоэтажных зданий[~ 8][6].
- Декоративная

По количеству слоёв
- Двухслойная — строительная конструкция, которая состоит из основного и лицевого слоёв кладки, соединённых между собой арматурными сетками, связями или прокладными рядами.
- Многослойная
  - трёхслойная — конструкция, состоящая из двух наружных слоёв кладки и внутреннего слоя из теплоизоляционных материалов, соединённых гибкими связями.

## Виды каменной кладки

### Кирпичная кладка
Строительная конструкция, состоящая из кирпичей, уложенных определённым образом и обычно закреплённых между собой строительным раствором.

### Кладка из камней правильной формы
Свойства кладки зависят от применяемых строительных материалов: глина, бетон, песок, волокнистые растительные материалы (см. Саман) и специальные добавки.
Кладка из глиняного пустотелого или пористо-пустотелого камня
Свойства, малая теплопроводность позволяет уменьшить толщину стены на 20—25 % и снизить массу на 20—30 % по сравнению с кладкой из полнотелого кирпича. Применяют для строительства стен, столбов, дымовых труб, арок, сводов и т. п.
Кладка из силикатных камней
По сравнению с легкобетонными камнями имеет большую теплопроводность, плотность, прочность и долговечность. Применяют в постройке внутренних и наружных стен.
Кладка из керамического полнотелых камней
Свойства, хорошая сопротивляемость влаге, высокая прочность, морозостойкость, небольшая плотность. Применяют для строительства стен, столбов, дымовых труб, арок, сводов и т. п. при устройстве фундаментов и различных подземных сооружений.
Кладка из керамических пустотелых камней
Свойства, высокая теплоизоляция позволяет снизить толщину стены. Применяют для строительства наружных стен отапливаемых зданий, перегородки.

#### Кладка из бетонных камней (блоков)

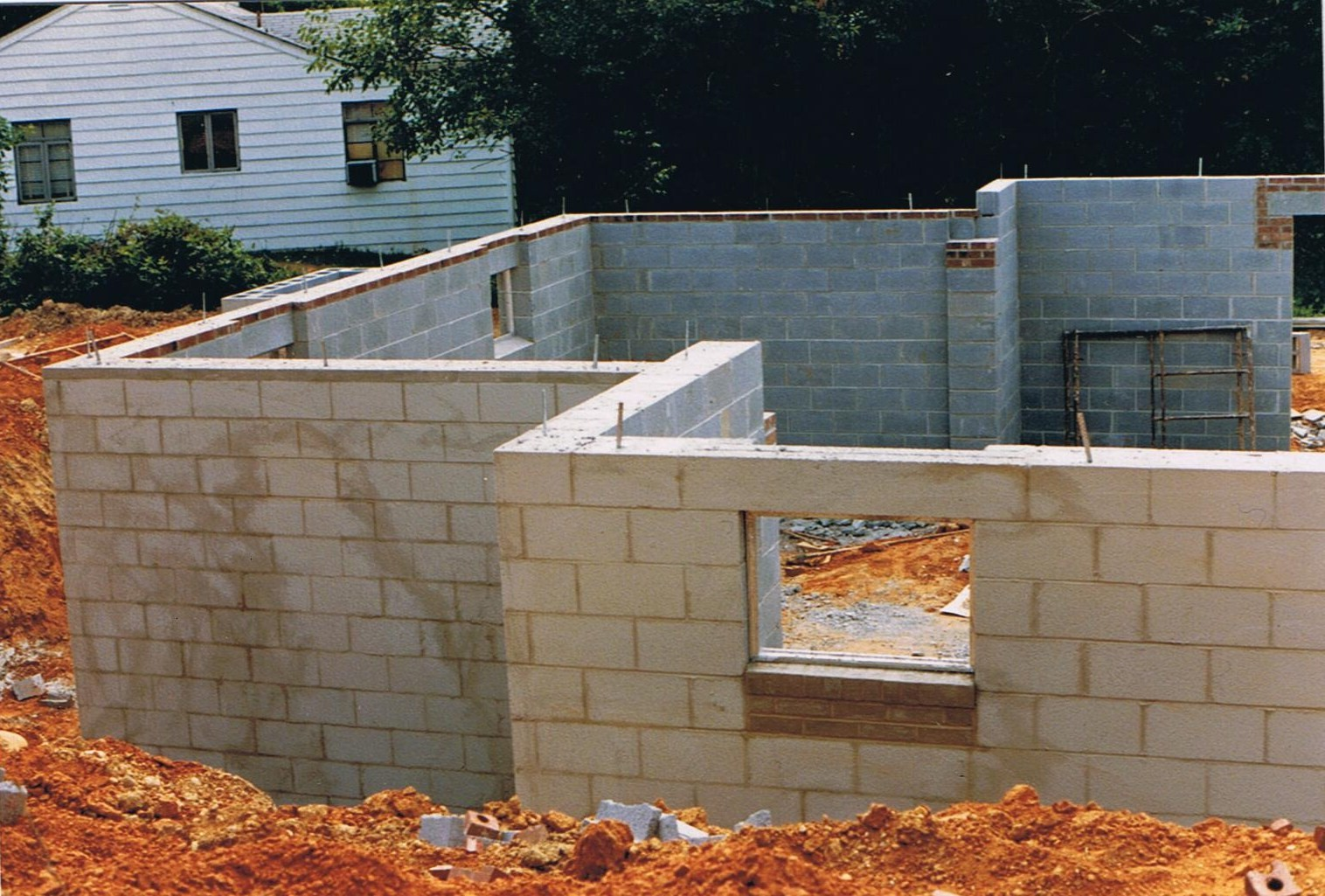
Бетонные кладочные блоки в подвальной стене перед засыпкой

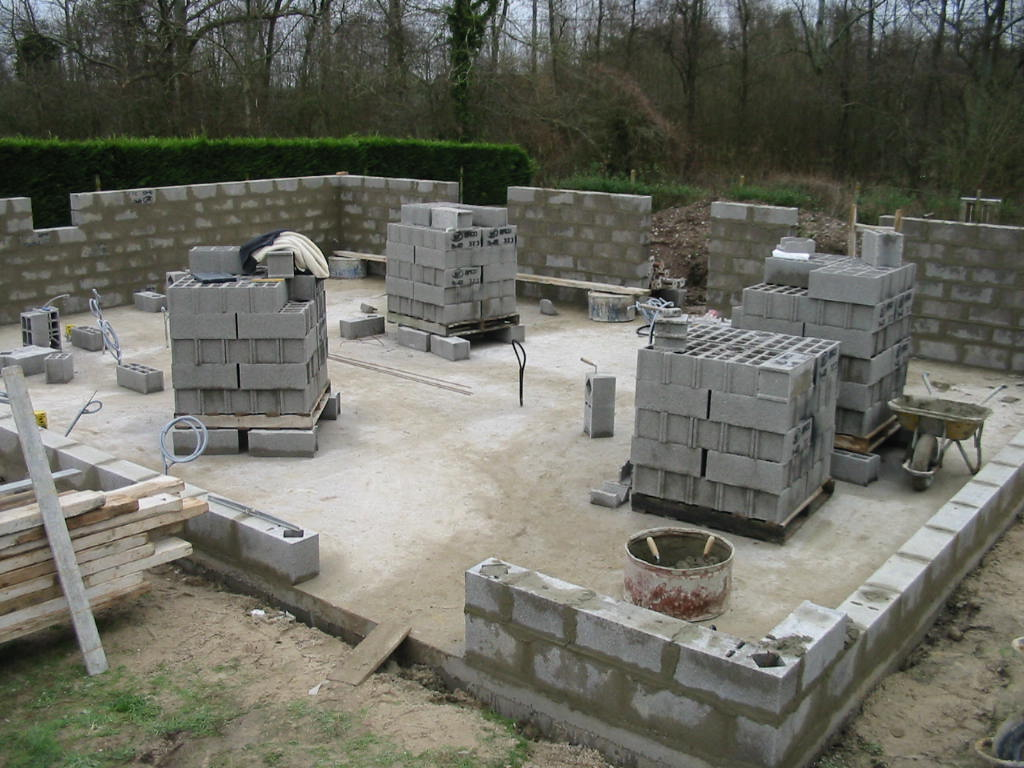
Строительство дома из бетонных блоков

Кладка камней, изготовленных на тяжёлом бетоне, применяется в строительстве фундамента, стен подвалов и других подземных конструкций.
Кладка из пустотелых и легкобетонных камней, используется при возведении стен зданий, перегородок. Свойства хорошая теплоизоляция, влагоёмкость из-за которой небольшая морозостойкость. Фасады наружных стен штукатурят, для предотвращения быстрого разрушения. Камни из бетона низких марок используют только для возведения конструкций внутри здания.

### Кладка из природных камней и блоков
Кладка из природных обработанных камней мягких пород, например пористый туф, ракушечник. Имеет высокую прочность и сопротивляемость внешним воздействиям. Обладает хорошими декоративными качествами. Применяют для строительства наружных и внутренних стен зданий.
Кладку из обработанных природных камней твёрдых пород, можно строить опоры, устои мостов путепроводов, подпорные стенки. Из-за высокой стоимости и трудоёмкости обработки этот вид кладки в основном применяется как облицовка, например в набережных.

##### Бутовая кладка
Бутовая кладка состоит из природного камня неправильной формы с двумя примерно параллельными плоскостями. Вес камней обычно не превышает 30 кг, максимальный вес 45—50 кг, камни большего размера обычно раскалывают. Камни для кладки подбирают и располагают специальным образом для попеременной укладки камня каждый ряд, высоты ряда от 20—25 см. Не допускается соприкосновение камней.
Способы кладки
Кладка под лопатку — выполняется горизонтальными рядами толщиной 25 см. Камни первого ряда укладываются на основание и утрамбовывают. В первом ряду сначала заполняется пространство между камнями щебнем, после чего заливается раствор. В последующих рядах камни заливаются жидким раствором в который помещают щебень. Горизонтальные ряды кладки укладывают на раствор толщиной 3-4 см. Для ровных стен кладки может применяться опалубка, в этом случае не обязательно подбирать камни с плоскостями. Виброуплотнение повышает прочность кладки под лопатку на 20-25 %.
Под скобу разновидность способа под лопатку. Используется при возведении простенков и столбов, выполняется из камней одинаковой высоты, подбираемых с помощью шаблона.
Кладка под залив — выполняется горизонтальными рядами толщиной 25-20 см. Отсутствует подбор камня. Выполняется в опалубке, кроме случаев возведения в траншее высотой до 1,25 м при плотном грунте. Камни первого ряда укладываются на основание и утрамбовывают. В ряду сначала заполняется пространство между камнями щебнем, после чего заливается раствор. Фундамент из кладки под залив допускается только для зданий до 10 м при непросадочных грунтах.
Применяется в строительстве фундамента, подвальных и подпорных стен. Обладает большой теплопроводностью. Применяется однорядная система перевязки, для неё камни специально подбираются и размещаются.

##### Бутобетонная кладка
Бутобетонная кладка состоит из слоёв бетонной смеси и бута, который составляет почти половину от объёма кладки. Размер камней такой же как и в бутовой кладке, поперечный размер камня не должен превышать ⅓ от ширины возводимой конструкции.
Технология
Бетонная смесь должна иметь подвижность равную 5—7 см осадки по конусу Абрамса, частицы наполнителя не должны превышать 3 см.
Замораживание бутобетонной кладки допускается после набора 50 % прочности от проектной при этом не менее 7,5 МПа.

#### Смешанная кладка

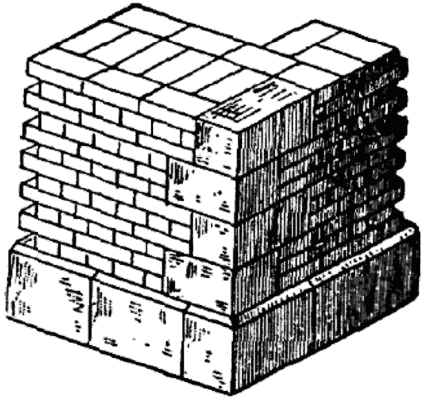
Смешанная кладка толщиной 300 мм (2 кирпича) по однорядной (цепной) системе перевязки (на углу из бетонных блоков, слева от кирпичей)

Смешанная кладка совмещает в себе два различных материала. В ней должна быть обеспечена надёжная перевязка между наружной и внутренней верстой в среднем через каждые 4-6 рядов. Не полномерные кирпичи применяют только в малоэтажных зданиях.
Для соединения кирпичной кладки используют металлические скобы или перевязку не реже 8 рядов. Для соблюдения перевязки кладки с использованием бетонных блоков, горизонтальные швы между кирпичами выполняют средней толщиной 10 мм.

### Облицовочная и лицевая кладка

#### Облицовочная кладка
Облицовочная кладка служит для защиты несущих конструкций здания от погодных воздействий, а также выполняет эстетическую функцию.
Работы могут выполняться во время или после постройки основной стены. Поверхность каменной кладки облицовывается керамической плиткой или облицовочными материалами (кирпич, камень и др.). Чаще всего используют многорядную систему перевязки, перевязка может происходить после пяти рядов. Отклонения облицовочных поверхностей от вертикали, не должны превышать 10 мм на этаж и 30 мм на всё здание для стен из кирпича, бетонных и других камней правильной формы.
Футеровка
Вид облицовки при котором конструкцию покрывают защитным, материалом.

#### Лицевая кладка
Лицевая кладка состоит из керамических или силикатных кирпичей с обработкой швов. Для внешней поверхности кладки используют камни с правильными краями и углами. Материал для неё, может совпадать со внутренней кладкой, или отличаться, быть специальным, имеющим окраску, гладкую или фактурную поверхность. Лицевая кладка может быть покрыта штукатуркой или другими облицовочными материалами.
Лицевая кладка производится после или вовремя возведения основной стены. Применяется перевязка по многорядной системе.

##### Декоративная кладка
Декоративная кладка — разновидность лицевой кладки с оформлением или рисунками. Для создания рисунка применяется разный по цвету и размеру кирпич, рельефная и узорчатая кладки, и разные способы обработки швов.
Применяется в строительстве фасадов и их элементах цоколя, простенков, фриз, портала.

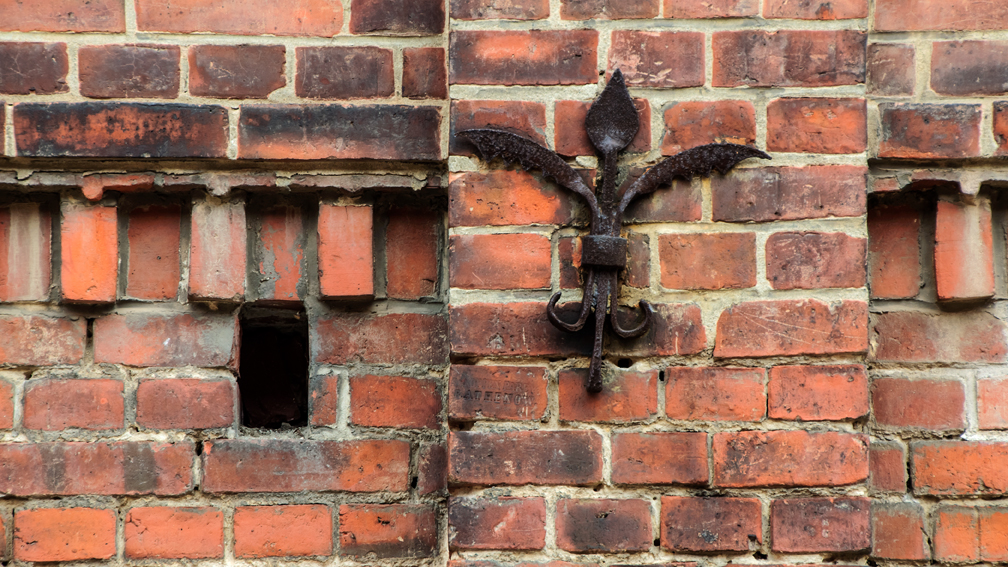
Кирпичная кладка с декоративными элементами

Рельефная кладка
Рельефная кладка — вид декоративной кладки в которой кирпичи, располагаясь особым образом, составляют рисунок.

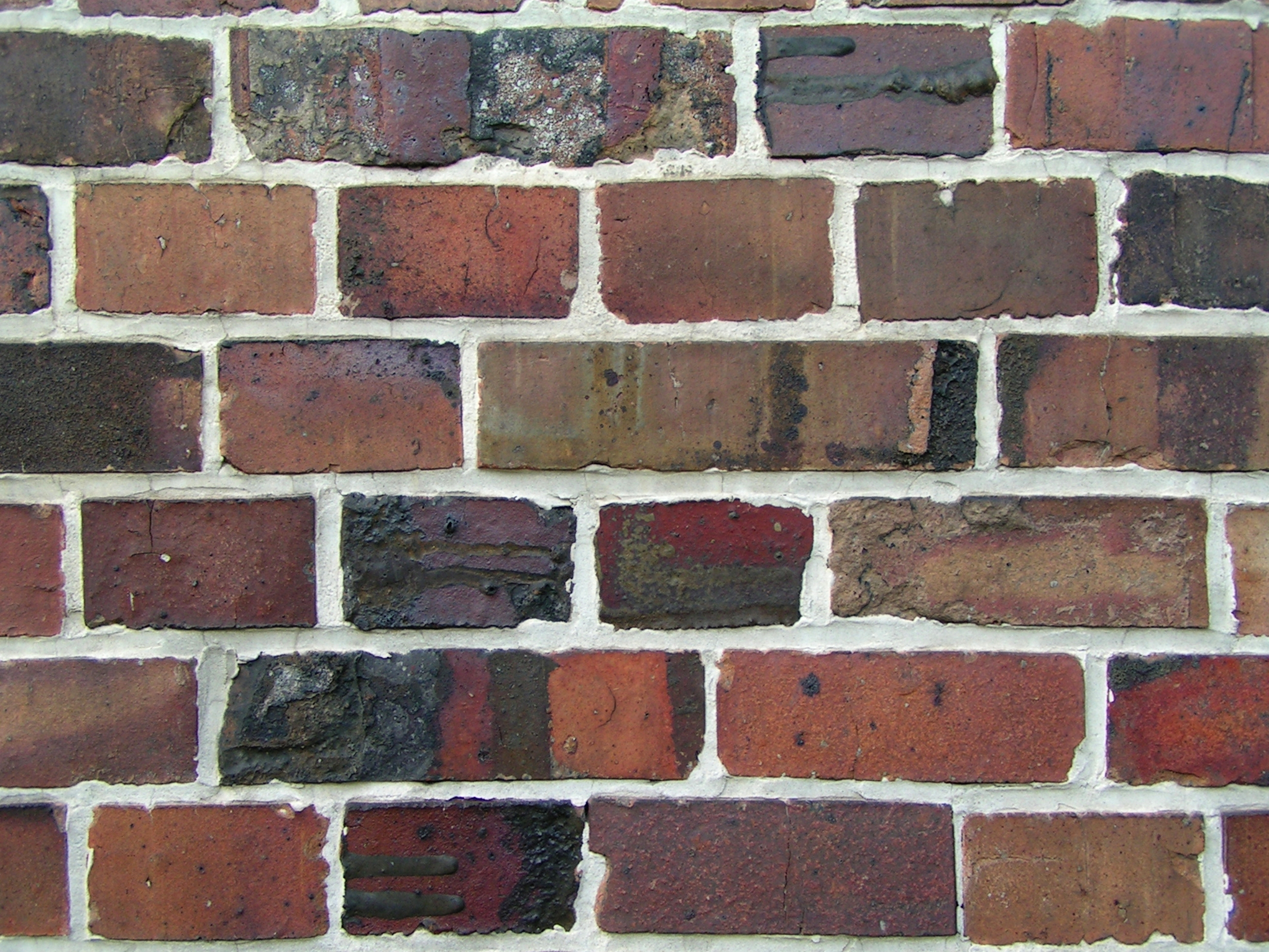
Кладка из клинкера
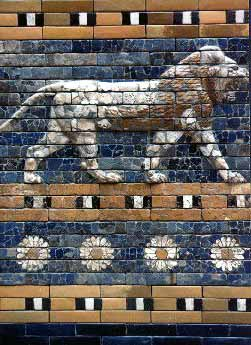
Фрагмент врат Иштар рельефная кладка
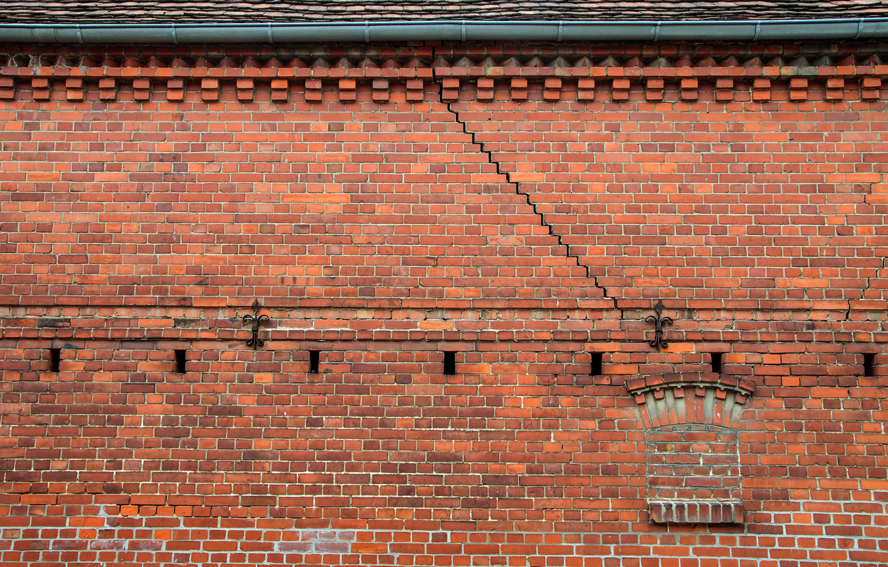
Облицовка кирпичной кладки с элементами орнамента

## Каменные конструкции
Каменные конструкции — это элементы зданий и сооружений, возводимые из каменной кладки.

### Стена

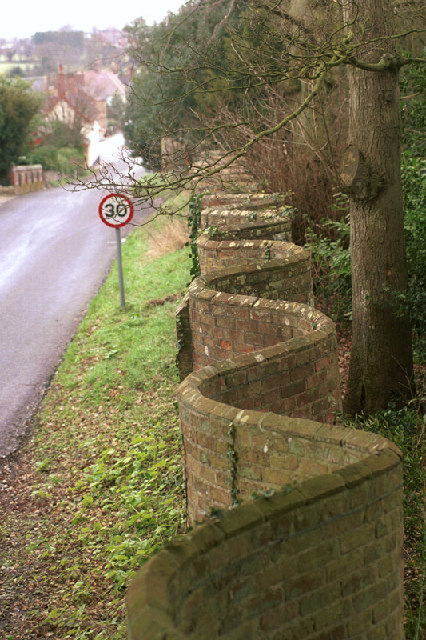
Изогнутая зигзагообразная стена в Брэмфилд (Саффолк)

Основная статья: Каменная стена, Городские стены

#### Изогнутая зигзагообразная стена
Основная статья: Изогнутая зигзагообразная стена; Сойер Пойнт Парк и Бухта Йейтмана
Изогнутая зигзагообразная стена, также известная как кринкум крэнкум (англ. crinkum crankum), серпантин (от англ. serpentine — «змея»), ленточная или волнистая стена (англ. ribbon или англ. wavy wall), является необычным типом садовой стены. Такой способ изготовления конструкций аналогичен гофрированию металлических или картонных листов для их усиления.
Этот вид стены позволяет экономить на кирпичах, несмотря на её извилистую и более протяжённую конфигурацию, потому что может быть сделан очень тонким — только в один кирпич. Если такую тонкую стену сделать по прямой линии без опор, то она бы опрокинулась. Чередующиеся выпуклые и вогнутые изгибы в стене обеспечивают устойчивость и помогают ей противостоять боковому давлению грунта.
Томас Джефферсон включил так называемые змеиные стены в архитектуру Университета Вирджинии, которую он адаптировал в устоявшийся английский стиль конструкций. По обе стороны от его знаменитой ротонды и по всей длине газона находятся 10 павильонов, каждый со своим собственным огороженным садом, разделённым перегибами стен. Университетский документ в его собственной руке показывает, как он рассчитал экономию и объединил эстетику с полезностью.

#### Габион

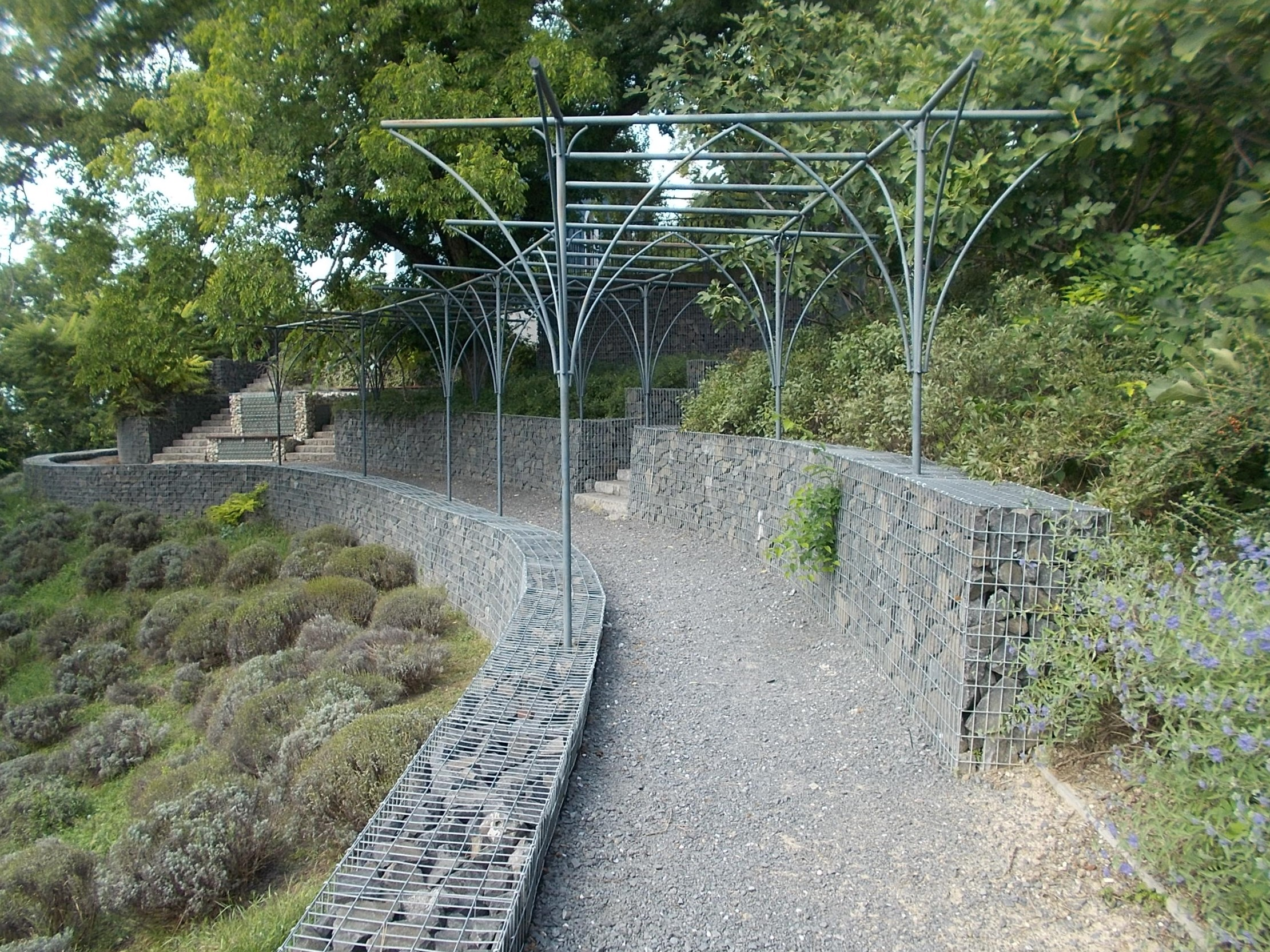
Габионные селезащитные стены вдоль реки

Габион — это корзины (сетки), обычно из оцинкованной стали, заполненные камнями среднего размера, которые действуют как единое целое и уложены так, чтобы сформировать облицовку или подпорную стену. Их преимущество состоит в том, что они хорошо дренированы и гибки, а также устойчивы к паводкам, потоку воды сверху, морозу и почве. Их срок использования составляет лишь то время, пока цела проволока, из которой они состоят, и, если она используется в суровых климатических условиях (например, на берегу в среде с солёной или кислой водой), должна быть изготовлена с соответствующей антикоррозийной защитой (покрытием).
Большинство современных габионов прямоугольные, раньше они были часто цилиндрическими плетёными корзинами, открытыми с обоих концов, которые обычно использовались для временного строительства, часто военного.

### Опоры зданий и сооружений

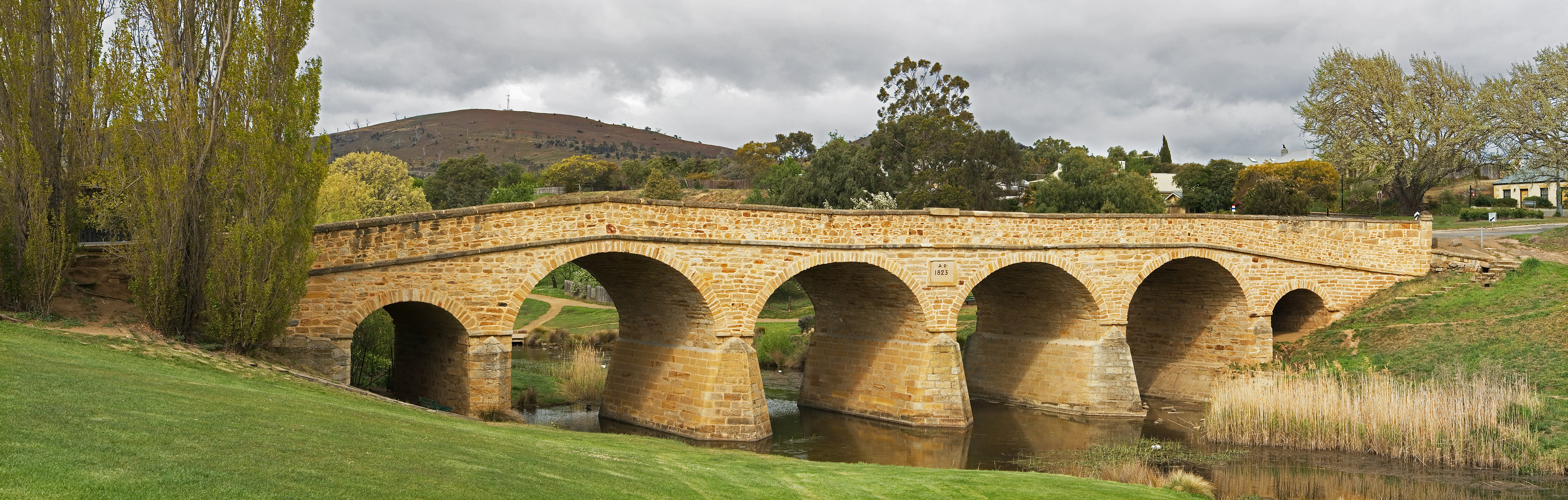
Мост Ричмонда, недалеко от Ричмонда, старейший мост в Тасмании, Австралия

Каменные опоры зданий и сооружений являлись наиболее распространёнными в мостостроении, возведении гидротехнических сооружений (плотин, водосбросов и т. п.), памятников (например, обелисков; см. Монумент Вашингтону) и прочих сооружений и часто применялись до XXI века в виду доступности материала и менее технологичного его использования. С увеличением габаритов сооружений и, как следствие, нагрузок на основание строения, современные опоры чаще сооружаются более рациональными по материалоёмкости и прочности — железобетонными или стальными.

## История

### Кладка без использования раствора

#### Полигональная кладка
Тип кладки, выполненный из притёсанных друг к другу многоугольных камней, состыкованных под произвольными углами. Полигональная кладка относятся к системно-культурным кладкам.
Разделяется на монолитную (используются камни одной горной породы), полилитную (разные горные породы, либо камни одной породы, но разных расцветок) и декоративную (комбинированную).
Этот тип кладки широко применялся в прошлом, начиная с глубокой древности, что позволяло значительно сократить объём работ, так как не требовало подгонки каждого камня под определённые размеры, а давало возможность использовать их естественную форму, обрабатывая только прилегающие поверхности стыков. Многие сооружения Древней Греции и Рима построены по этой технологии. Например, подпорная стена террасы храма Аполлона в Дельфах длиной 83 метра, построенная около 500 года до н. э.
Позднее эту технологию довели до совершенства инки, оставившие множество памятников, выполненных в таком стиле. Они обрабатывали, и с невероятной точностью подгоняли друг к другу огромные монолиты, весом по несколько тонн. Большинство сооружений построено без скрепляющего раствора, и камни держатся вместе только благодаря собственному весу.

#### Сухая кладка

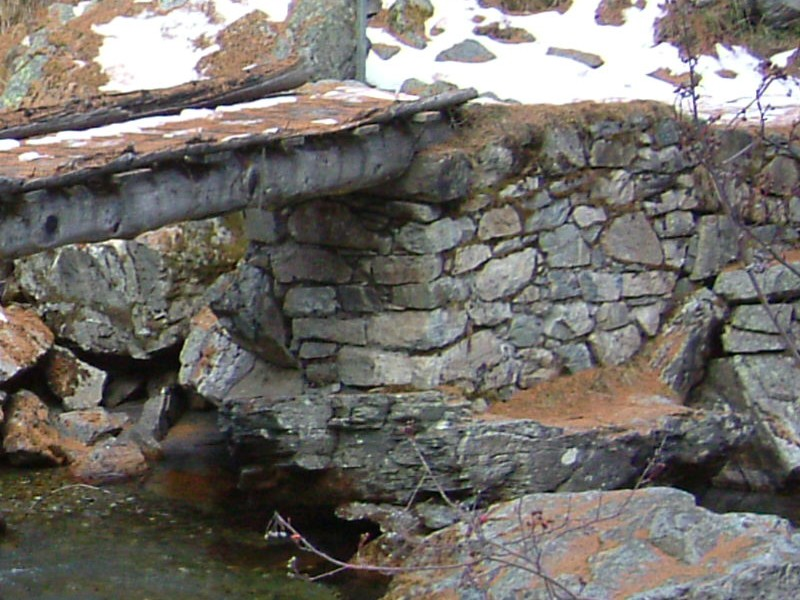
Сухая кладка поддерживает деревенский Бревенчатый мост, где он обеспечивает хорошо дренированную опору для брёвен, что увеличивает его срок службы

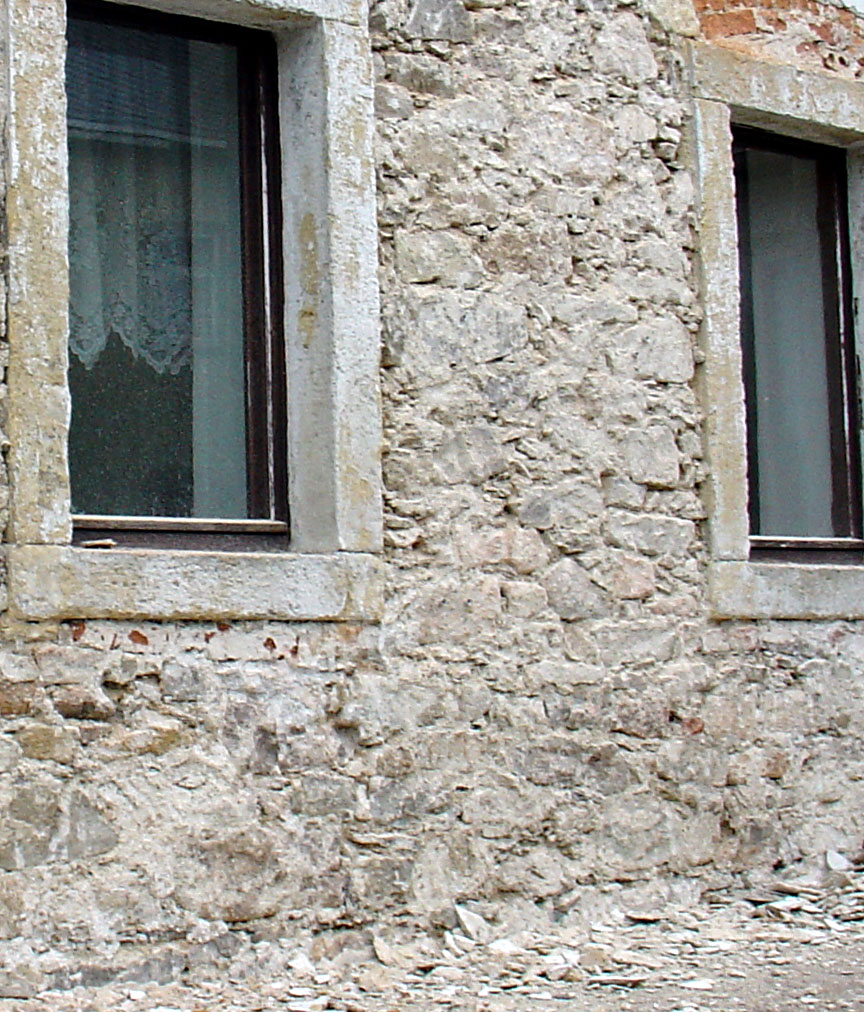
Сухая каменная стена, неокрашенная, в Эрцгебирге, Фюрстенау (Альтенберг)

Устойчивость сухой кладки обеспечивается наличием несущего фасада из тщательно подобранных друг к другу сцепляющихся камней.
Первыми строителями, обратившим особое внимание на сейсмостойкость капитальных построек (в частности, стен зданий), были инки и другие древние жители Перу. Особенностями архитектуры инков является необычайно тщательная и плотная (так, что между блоками нельзя просунуть и лезвия ножа) подгонка каменных блоков (часто неправильной формы и различных размеров) друг к другу без использования строительных растворов. Благодаря этому, кладка не имела резонансных частот и точек концентрации напряжений, обладая дополнительной прочностью свода. При землетрясениях небольшой и средней силы такая кладка оставалась практически неподвижной, а при сильных — камни «плясали» на своих местах, не теряя взаимного расположения и при окончании землетрясения укладывались в прежнем порядке. Эти обстоятельства позволяют считать сухую кладку стен одним из первых в истории устройств пассивного виброконтроля зданий.

#### Циклопическая кладка
Кладка, состоящая из больших тёсаных каменных глыб, подогнанных друг другу без связующего раствора. Валуны могут казаться вовсе необработанными, промежутки между камнями заполнены мелкими камнями. Устойчивость всего сооружения достигается только силой тяжести каменных глыб.
Циклопические постройки относятся большей частью к бронзовому веку.
Термин возник из-за убеждённости греков классического периода в том, что только мифические циклопы (киклопы) способны передвигать каменные глыбы, из которых воздвигнуты стены Микен и Тиринфа. В Естественной истории Плиния говорится, что от Аристотеля пошла традиция считать циклопов создателями каменных башен.

#### Римская кладка
Opus reticulatum
Opus quadratum
Тип кладки в древнем Риме, при которой внешние стены выкладывались из отёсанных камней квадратной формы, а между стенами заливался бетон.
Витрувий различал два вида кладки: opus isodomum, при которой камни были одинаковой высоты, и opus pseudisodomum — при которой камни имели различную высоту.
Строители в Древней Греции дополнительно для укрепления обеих стен использовали освинцованные железные скобы, а также камни, которые выкладывались поперёк и, таким образом, соединяли внешние стены ещё крепче.

## Технология выполнения каменной кладки

### Технология укладки камня

#### Разрезка
Разрезкой называют правила укладки рядов кладки друг на друга.
Камни укладывают друг на друга максимально возможной площадью, горизонтальными рядами, перпендикулярно действующей на кладку силе.
Камни укладывают на вертикальные швы ниже лежащего ряда.

#### Перевязка
Перевязка — способ, соответствующий разрезке, которым осуществляют укладку строительного изделия (кирпичей или блоков) относительно друг другу разными способами (перевязками) — торцами (тычками) или сторонами (ложка́ми) для перекрытия швов и равномерного распределения давления и монолитности каменных конструкций. Перевязка применяется в различных видах каменной кладки.
Стены чаще выкладывают сплошной ложковой перевязкой. Также применяются и другие способы кладки. Попеременная тычковая и ложковая кладка применялась в средние века, а в XVII веке была вытеснена фламандской перевязкой.

##### Однорядная (цепная, английская) система перевязки
При однорядной системе перевязки идёт чередование ложковых и тычковых рядов блоков. Поперечные швы в смежных рядах сдвинуты относительно друг друга на четверть кирпича, а продольные — на полкирпича.
Применяется при строительстве простенка шириной до 1 м бутовой кладки.

##### Многорядная система перевязки
Пятирядная
При многорядной системе перевязки продольные вертикальные швы не больше чем через каждые пять ложковых рядов кладки перекрываются тычковым рядом.
Применяется при строительстве перегородок, прямых углов, примыкание, пересечение начиная с третьего ряда стен. Дымовые и вентиляционные каналы с сечение каналов 140 на 140 мм и 270 на 140 мм. Не допустимо использования при кладке столбов.
Трёхрядная
Трёхрядная система перевязки допускает совпадение трёх вертикальных швов.
Применяется в столбах прямоугольного сечения 220 на 280 и 280 на 360 мм.

#### Специальная система перевязки
Применяется строго по схеме, для углов и декоративной кладке.

### Способы ведения кладки
Выделяют следующие способы ведения кладки:
- вприжим (в верстовые ряды);
- вприсык;
- вполуприсык (в забутку).

### Возведение каменной кладки в экстремальных условиях
Темпы твердения и прочность раствора в первую очередь зависят от температуры окружающей среды. При возведении кладки в зимних условиях необходимо строгое соблюдение специальных требований.
В сухую, жаркую и ветреную погоду кирпич смачивается дистиллированной водой перед укладкой. После перерыва поливается поверхность ранее выложенной кладки, особо важно для сейсмически активных районах, на растворах с цементным вяжущим.

#### Возведение каменной кладки при отрицательных температурах
Замораживание
В холодное время года используется так называемая зимняя кладка — возведение строительных конструкций из каменной кладки при отрицательных температурах наружного воздуха на растворах с противоморозными добавками или без, способом замораживания, с обогревом или с устройством тепляков для обогрева матами или тепловыми пушками.
Методом замораживания не разрешается производство бутовой кладки из камней неправильной формы. И постройка зданий высотой более четырёх этажей и не выше 15 м.
При замораживании раствор в кладке замерзает; затвердевание происходит после разморозки, при этом уменьшается прочность и плотность. При оттаивании может нарушится равномерности и устойчивости кладки. Для предотвращения опасных деформаций при этом методе используют стальные конструкции.
Применение противоморозных добавок
Для понижения температуры замерзания в раствор добавляют противоморозные добавки, такие как: соль, поташ, нитрит кальция, мочевина, хлорид натрия и хлорид кальция нельзя использовать вместе с арматурой. Количество противоморозных добавок зависит от прогноза температуры на следующие 10 суток. Хлористый кальций и натрий используется только в подземный частях здания.

#### Возведение каменной кладки в сейсмических районах
Возведение каменной кладки в сейсмических районах с сейсмичностью более 9 баллов по шкале Рихтера не допускается. Просветы и пустоты между камнями недопустимы. Кладка возводится только как самонесущая (заполнение между каркасом здания) с горизонтальными сейсмопоясами и вертикальными металлическими или железобетонными сердечниками.
При строительстве каменной кладке в сейсмически активных районах предпринимаются меры для повышения сейсмостойкости конструкций:
1. Здание разделяется специальными (антисейсмическими) швами на отдельные блоки;
2. При строительстве в кладку добавляют связующие железобетонные конструктивные элементы рамы и стойки жёсткости, антисейсмические пояса;
3. Для повышения устойчивости, прочности и жёсткости конструкции используется стандартный кирпич и раствор повышенной прочности. Запрещается использование повреждённого кирпича. Раствор применяется пластичным 120—140 мм осадки стандартного конуса (для кладки 1800 кг/м3);
4. Смачивание кирпича водой до полного насыщения;
5. Кладку рекомендуется вести способом в прижим для лучшего заполнения швов;
6. Предпочтительна однорядная система перевязки, многорядная используется при перевязке через три ряда.

## Свойства каменной кладки

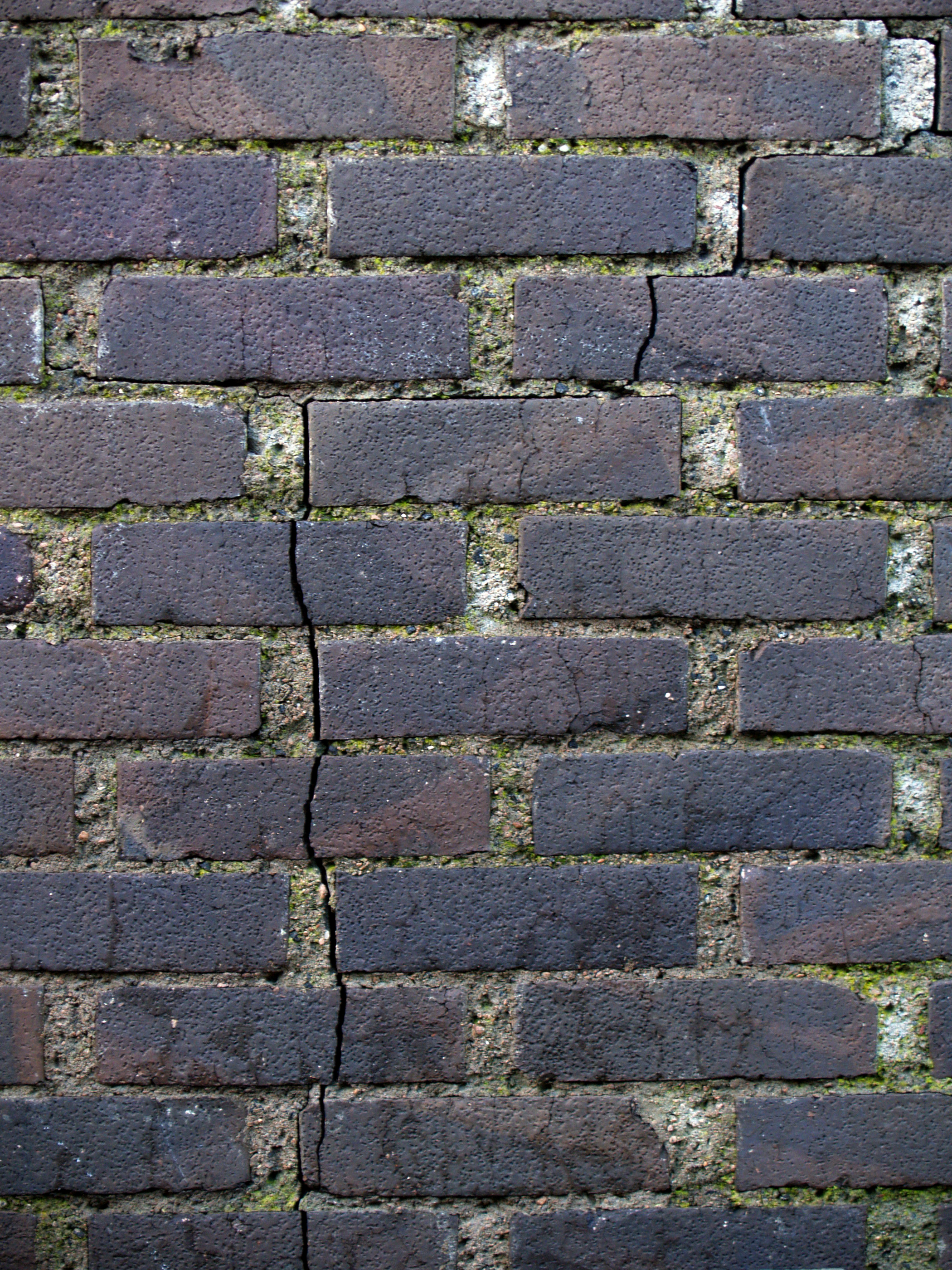
Расслоение в лицевой кладке, для которой раствор прочнее кирпича

### Прочность
Скорость набора прочности кладки зависит от температуры.
| Возраст раствора, сутки | Прочность раствора, %, при температуре твердения, °С | Прочность раствора, %, при температуре твердения, °С | Прочность раствора, %, при температуре твердения, °С | Прочность раствора, %, при температуре твердения, °С | Прочность раствора, %, при температуре твердения, °С | Прочность раствора, %, при температуре твердения, °С | Прочность раствора, %, при температуре твердения, °С | Прочность раствора, %, при температуре твердения, °С | Прочность раствора, %, при температуре твердения, °С | Прочность раствора, %, при температуре твердения, °С | Прочность раствора, %, при температуре твердения, °С |
| ----------------------- | ---------------------------------------------------- | ---------------------------------------------------- | ---------------------------------------------------- | ---------------------------------------------------- | ---------------------------------------------------- | ---------------------------------------------------- | ---------------------------------------------------- | ---------------------------------------------------- | ---------------------------------------------------- | ---------------------------------------------------- | ---------------------------------------------------- |
| Возраст раствора, сутки | 0                                                    | 5                                                    | 10                                                   | 15                                                   | 20                                                   | 25                                                   | 30                                                   | 35                                                   | 40                                                   | 45                                                   | 50                                                   |
| 1                       | 1                                                    | 4                                                    | 6                                                    | 10                                                   | 13                                                   | 18                                                   | 23                                                   | 27                                                   | 32                                                   | 38                                                   | 43                                                   |
| 2                       | 3                                                    | 8                                                    | 12                                                   | 18                                                   | 23                                                   | 30                                                   | 38                                                   | 45                                                   | 54                                                   | 63                                                   | 76                                                   |
| 3                       | 5                                                    | 11                                                   | 18                                                   | 24                                                   | 33                                                   | 47                                                   | 49                                                   | 58                                                   | 66                                                   | 75                                                   | 85                                                   |
| 5                       | 10                                                   | 19                                                   | 28                                                   | 37                                                   | 45                                                   | 54                                                   | 61                                                   | 70                                                   | 78                                                   | 85                                                   | 95                                                   |
| 7                       | 15                                                   | 25                                                   | 37                                                   | 47                                                   | 55                                                   | 64                                                   | 72                                                   | 79                                                   | 87                                                   | 94                                                   | 99                                                   |
| 10                      | 23                                                   | 35                                                   | 48                                                   | 58                                                   | 68                                                   | 75                                                   | 82                                                   | 89                                                   | 95                                                   | 100                                                  | —                                                    |
| 14                      | 31                                                   | 45                                                   | 60                                                   | 71                                                   | 80                                                   | 85                                                   | 92                                                   | 96                                                   | 100                                                  | —                                                    | —                                                    |
| 21                      | 45                                                   | 58                                                   | 72                                                   | 85                                                   | 92                                                   | 96                                                   | 100                                                  | 100                                                  | —                                                    | —                                                    | —                                                    |
| 28                      | 52                                                   | 68                                                   | 83                                                   | 96                                                   | 100                                                  | 100                                                  | —                                                    | —                                                    | —                                                    | —                                                    | —                                                    |

Решающим фактором для прочности кладки является размеры и форма камня, прочность камня и раствора. Прочность кладки из камней неправильной формы с прочным раствором составляет 5—8 % от прочности камня, прочность кладки из природных камней правильной формы в 1,5 раза больше, кладка из искусственных камней правильной формы в 3,5 раза выше. Для прочности кладки большое влияние оказывает сопротивление кирпича растяжению и изгибу. Прочность кладки на пластичных растворах выше в сравнении с жёсткими растворами. Для повышения пластичности добавляют пластифицирующие и водоудерживающие добавки, такие как извести, глины и т. д.

#### При сжатии
Прочность кирпичной кладки составляет от 10 до 40 % от прочности кирпича в зависимости от раствора.
Прочность кладки из камней неправильной формы с прочным раствором составляет 5—8 % от прочности камня.

### Противопожарная защита
Кирпичные стены оказывают эндотермическое действие своих гидратов, как в химически связанной воде, несвязанной влаге из бетонного блока и заливном бетоне, если полые ядра внутри блоков заполнены. Кладка выдерживает температуру до 1000 °F и может выдерживать прямое воздействие огня до 4 часов. По этой причине бетонные кладочные блоки имеют высший класс огнестойкости — класс А.

## Разрушение кладки

#### Причины деформации и повреждения каменных конструкций
Конструктивные ошибки
- Неравномерное проседание фундамента, вызывает напряжение, приводящее к трещинам;
- Действующая нагрузка превышает несущею нагрузку материалов;
- Применение раствора с повышенным содержанием шлаковых или золистых добавок;
- Нарушение пространственной жёсткости стен.

Эксплуатация
- Неудовлетворительное состояние подземных инженерных коммуникаций, приводит к осадке фундамента;
- Систематическое переувлажнение кладки;
- Выветривание раствора на значительную глубину;
- Нарушение шарнирной связи стен с диском перекрытия при значительном нарушении толщины деревянных балок перекрытий, приводит к отклонению стен от вертикальной оси.

Производственные ошибки

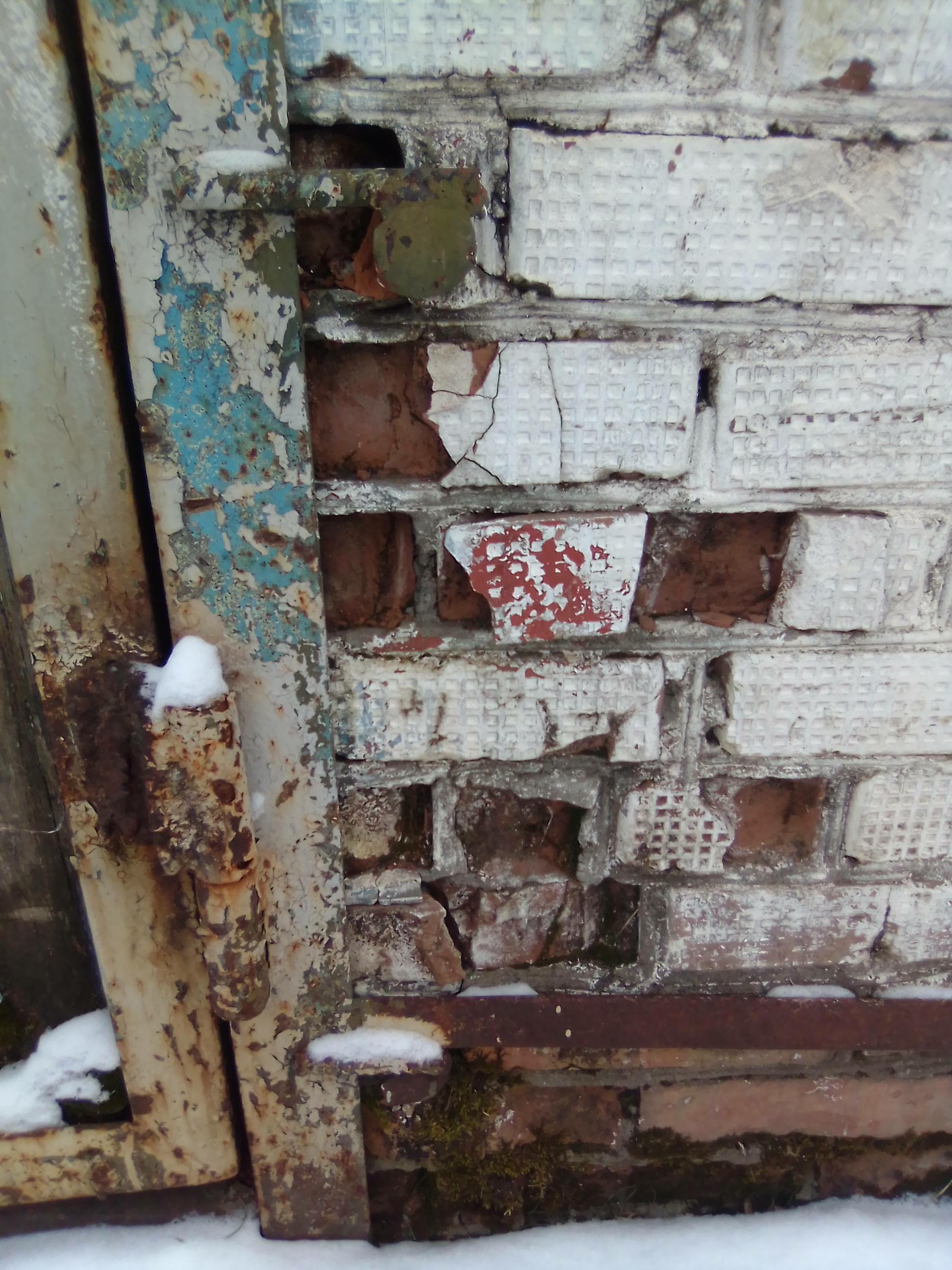
Кладка разрушенная из-за повышенной влаги

- Нарушение технологической последовательности при пробивке проёмов в кирпичной кладке;
- Односторонний распор свода перекрытий, приводит к боковому выпиранию кладки;
- Нарушение влажностного режима облицовкой или покраской стен;
- Не качественная заделка ранее проделанных отверстий (пробитых гнёзд) или штраб для монтажа балок и плит перекрытия;
- Постройка перекрытий с нарушением технологии, приводит к нарушению монолитности;
- Укладка блоков и крючков перекрытий без распределительных пластин или плит, может нарушить кладку.

Ошибка проектирования
- Распределение нагрузки, приводящее к перенапряжению основания или простенков малой толщины;
- Увеличение этажей без учёта действительной несущий способности стен и фундамента;
- Постройка здания рядом с другим без учёта давления на грунт.

### Степень разрушения кирпичной кладки
| Физический износ, % | Признаки износа |
| ------------------- | --- |
| До 10               | Кирпичная кладка на известково-цементном растворе без шлаковых добавок. Отдельные тонкие трещины и отверстия |
| До 20               | Кирпичная кладка на известково-цементном растворе без шлаковых добавок. Глубокие трещины и частичное опадание штукатурки. Разрушение швов на глубину до 1 см на площади до 10 %. Тонкие трещины местного характера. Выпирание стены. Стены сухие. Снижение механической прочности до 10 % |
| До 30               | Кирпичная кладка на известково-цементном растворе. Частичное выпирание и опадание штукатурки стен, карнизов, перемычек, разрушение швов на глубину до 2 см на площади до 30 %. Стены сухие. Снижение механической прочности до 10 %                                                       |
| До 40               | Кладка на растворе с применением шлаковых добавок. Разрушение гидроизоляции. Выцветании и выпадание отдельных кирпичей. Повсеместное выпирание стен. Разрешение швов на глубину до 4 см на площади до 50 %. Сырость. Снижение механической прочности до 10 %                              |
| До 50               | Сквозные осадочные трещины в перемычках, массовое выпадение кирпичей из перемычек, карнизов, углов здания. Сырость стен. Снижение механической прочности до 10—15 % |
| До 60               | Повсюду прогрессирующие сквозные трещины. Местное расслаивание кладки, лёгкость её разборки. Заметны искривления и выпучивания, местами временные крепления стен |
| До 75               | Кладка полностью расслоена и деформирована, всюду временные крепления. |

## Инструменты и приспособления
Для работ с раствором
- Кельма и растворная лопата;
- Бункер с челюстным затвором;
- Растворный ящик.

Для проверки и ведения кладки

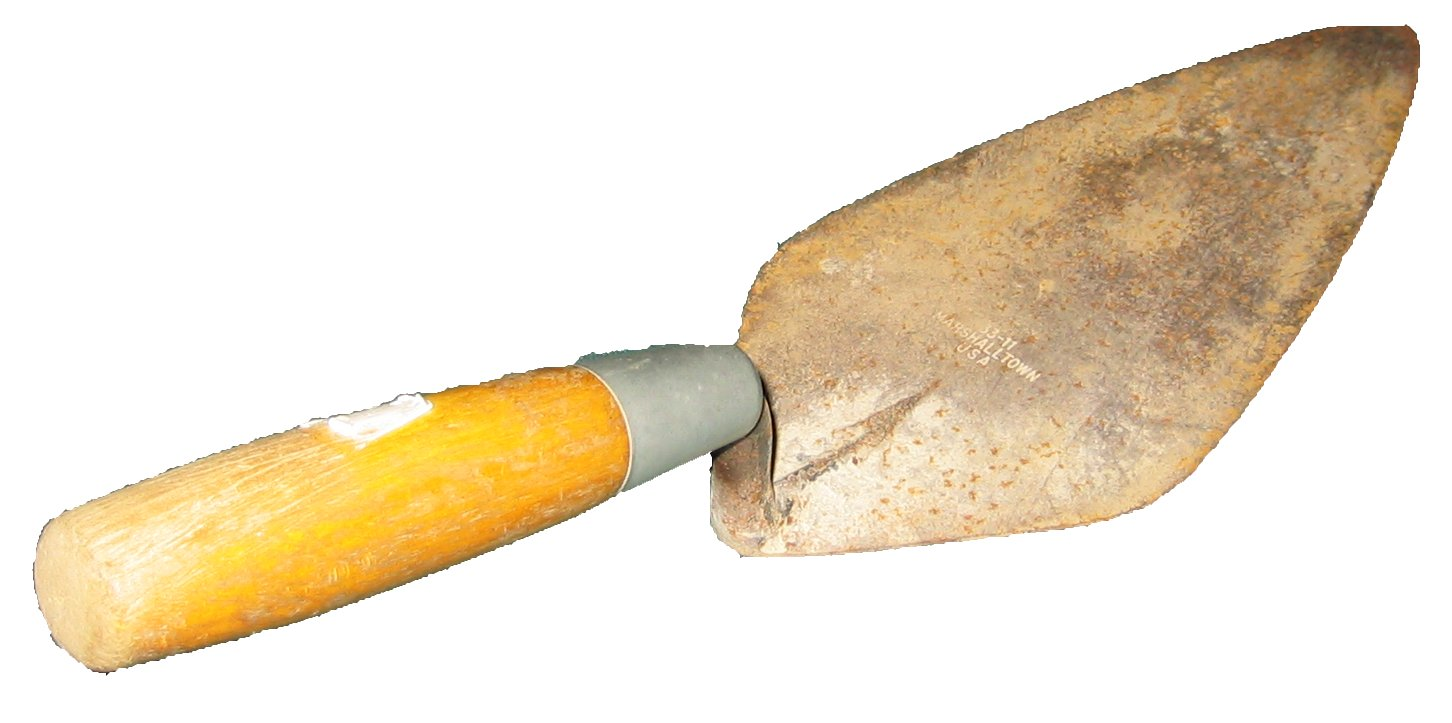
Кельма

- Порядовка — специальное приспособление; деревянная рейка с делениями, служит шаблоном для ровной, качественной кладки;
- Расшивка — для обработки швов в кладке;
- Правило — прямое вытянутое алюминиевое изделие длиной 2 м;
- Причальные скобы и причальный шнур;
- Шаблон угла;
- Уровень;
- Рулетка;
- Отвес (массой 0,2-1,0 кг).

Для рубки и тёски кирпича
- Молоток-кирочка.

## Каменные работы
Основная статья: Каменное ремесло, Обработка камня

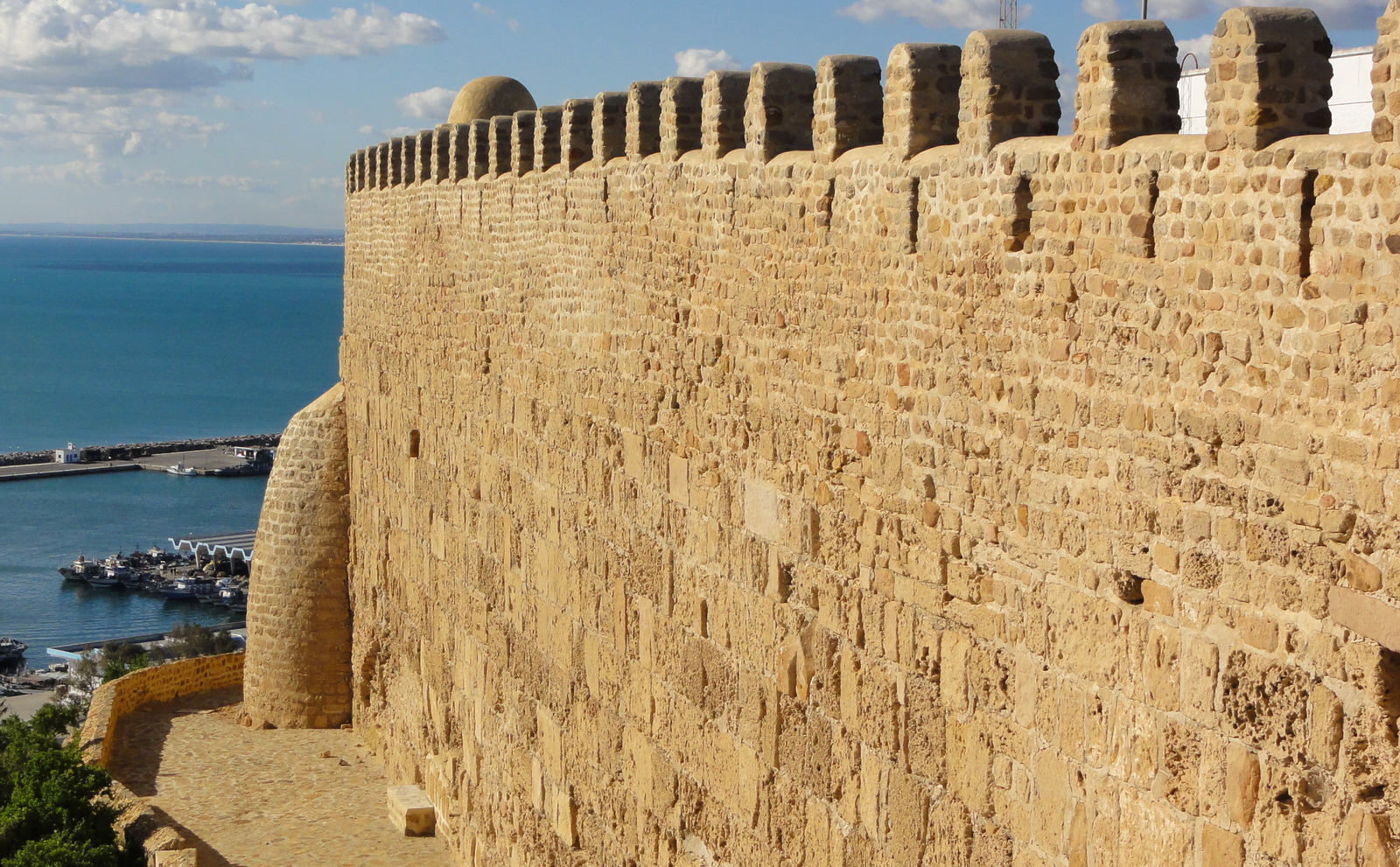
Каменная кладка

Каменные блоки, используемые в каменной кладке, могут быть обработанные или шероховатые, хотя в обоих примерах: углы, дверные и оконные косяки и подобные области обычно гладкие. Кладка с использованием отделанных камней известна как облицовочная кладка, в то время как кладка с использованием камней неправильной формы известна как каменная кладка. Каменная и облицовочная кладка могут быть уложены ровными рядами с помощью аккуратного отбора или резки камней, но большая часть каменной кладки недоступна.
- Каменная кладка в скользящей опалубке[англ.] — представляет собой гибридную стену из железобетона с обломками каменной поверхности.
- Тактирование[англ.] — способ использования двух контрастных цветов раствора в растворах кирпичной кладки, один цвет соответствует самим кирпичам для создания впечатления, что были сделаны очень тонкие соединения.
- Галлеттинг[англ.] (иногда известный как гранатирование) — архитектурная техника, в которой отколы (мелкие кусочки камня) проталкиваются во влажные растворные швы во время строительства каменного здания.

## Исследования
Кладка сочетает в себе большую жёсткость с большой хрупкостью.
Точное поведение каменных конструкций изучалось только в течение четырёх десятилетий и ещё не готово к полному пониманию. Поскольку кладка сделана из двух разных неоднородных материалов, она демонстрирует типичное неупругое и анизотропное поведение. В результате, эмпирические формулы были использованы для проектирования каменных конструкций. Иногда используемый раствор является более жёстким, чем каменные блоки, Однако в западных странах используемая каменная кладка обычно прочнее раствора, который в значительной степени ответственен за нелинейное поведение кладки. В результате прочность кладочной единицы, строительного раствора и его объём влияют на прочность кладки.
Механическое поведение различных типов неармированной кладки обычно аналогично характеризуется очень низкой прочностью на растяжение. Это свойство настолько важно, что оно определяло форму старых зданий до XIX века. В течение более десяти тысяч лет каменные конструкции использовались только при сжатии, и это всё ещё распространённая практика сегодня, если только не используется армированная или предварительно напряжённая кладка. Таким образом, прочность на сжатие кладки в направлении, перпендикулярном соединительным слоям, считалась свойством единственного структурно значимого материала, по крайней мере, до недавнего введения методов компьютерного моделирования для рассматриваемых каменных конструкций.
Традиционное сопротивление кладки при одноосном сжатии в направлении, нормальном по отношению к стыкам, исследуется с помощью лабораторных испытаний призм, участков стен или целых участков стен. Американский стандарт ASTM E447 предполагает, что минимальная высота образца должна составлять 15 дюймов (~38 см). Образец Европейского комитета по стандартизации является громоздким и дорогим в исполнении, требуя очень больших нагрузок при разрыве, особенно по сравнению со стандартными испытаниями куб/цилиндр для бетона. Более простым тестом, часто используемым для получения вертикальной одноосной прочности на сжатие, является простая «сложенная призма связи» (англ. Stacked bond prism).

### Механическое моделирование каменных конструкций

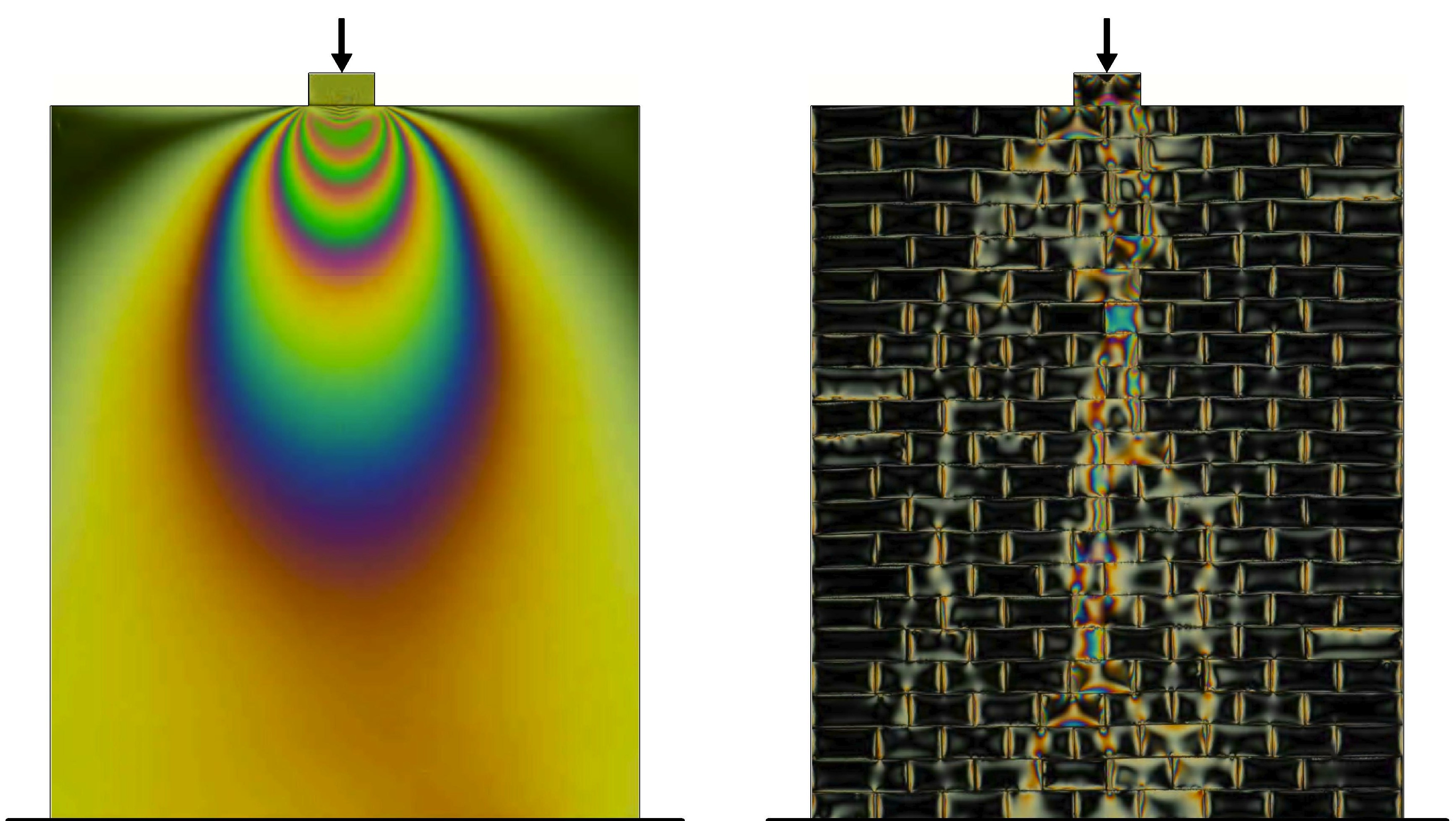
Сравнение (с использованием трансмиссионной фотоупругости) между диффузией напряжений в упругом теле (слева) и моделью кладки (справа). Сильно локализованная перколяция стресса видна справа

С точки зрения моделирования материала, кладка представляет собой особый материал с экстремальными механическими свойствами (с очень высоким соотношением прочности на сжатие и на растяжение), так что приложенные нагрузки не рассеиваются, как в упругих телах, но имеют тенденцию (см. рисунок справа и видео для получения более подробной информации).

## Организации
Государственные регулирующие и технические органы
- Немецкий институт по стандартизации (от нем. Deutsches Institut für Normung e.V. сокр. DIN) — национальная организация Германии по разработке стандартов.
- CEN/TC 125[англ.] — технический орган, принимающий решения в рамках системы CEN (от англ. European Committee for Standardization — Европейский комитет по стандартизации), работающий над стандартизацией в области каменной кладки, включая натуральный камень, в Европейском союзе.

Ассоциации каменщиков
- Международный союз каменщиков и объединённых ремесленников[англ.]
- Ассоциация американских каменщиков[англ.]
- Международная ассоциация действующих штукатурщиков и цементоукладчиков[англ.]

### Нормативная литература
Свод правил
- СП 70.13330.2012 // Несущие и ограждающие конструкции. Актуализированная редакция СНиП 3.03.01-87. — М., 2013.
- СП РК 5.02-01-2009 // Проектирование и расчёт армокаменных конструкций в сейсмических районах. — Алматы, 2009.
- СП 15.13330.2012 // Каменные и армокаменные конструкции. Актуализированная редакция СНиП II-22-81*. — М.: ТК 465 «Строительство», 2013.
- СП 327.1325800.2017 // Стены наружные с лицевым кирпичным слоем. Правила проектирования, эксплуатации и ремонта. — М., 2017.

ГОСТ
- ГОСТ 32047-2012 // Кладка каменная. Метод испытания на сжатие.
- ГОСТ 28013-98 // Растворы строительные. Общие технические условия. — М., 1999.
- ГОСТ Р 51285-99 // Сетки проволочные кручёные с шестиугольными ячейками для габионных конструкций. Технические условия. — М., 2000.

Стандарт организации
- СТО 36554501-013-2008 // Методы расчёта лицевого слоя из кирпичной кладки наружных облегчённых стен с учётом температурно-влажностных воздействий.

Прочее
- Учебно-методическое пособие по проектированию зданий из кирпичных и мелкоштучных блоков в сейсмических районах Республики Казахстан. АО РГП КазНИИСА. Алматы, 2008.
- Пособие по проектированию каменных и армокаменных конструкций (к СНиП II-22-81). — М.: ЦНИИСК им. Кучеренко Госстроя СССР, 1985.
- Руководство по проектированию каменных и армокаменных конструкций. — М.: Стройиздат, 1974.
- Шмелёв В. И. МДС 51-1.2000 // Основы технологии кирпичной кладки. Методическое пособие / Составитель В. И. Шмелёв. — М.: Госстрой России, ФГУП ЦПП, 2000. — 61 с. — 100 экз.

### Техническая литература
- Лукьянов М. О. Искусство кирпичной кладки. — М.: Цитадель-трейд, 2003. — С. 173.
- Неелов В. А. Пособие по программированному обучению каменным работам. — М.: «Высшая школа», 1986.
- Филимонов П. И. Справочник молодого каменщика. — 3 издание. — М.: «Высшая школа», 1987 (1990). — 240 с. — ISBN 5-06-000917-3.
- Ищенко И. И. Каменные работы. — Учеб. для СПТУ. 5-е изд., перераб. и доп.; ил. — М.: «Высшая школа», 1987. — 240 с. — ISBN 5811412853. — ISBN 978-5-8114-1285-3.
- Ищенко И. И. Технология каменных и монтажных работ / 3. В. Михальчук, худ. ред. Т. В. Панина, тех. ред. Т. Д. Гарина, корректор Г. А. Чечёткина. — М.: «Высшая школа», 1976.
- Ищенко И. И. Технология каменных и монтажных работ / Ред. Михальчук З. В.. — Учеб. для СПТУ; ил. — М.: «Высшая школа», 1988. — 335 с. — 100 000 экз.
- С. С. Атаев, Н. Н. Данилов, Б. В. Прыкин и др. Технология строительного производства. Учебник для вузов / Утверждено Методическим управлением Министерства высшего и среднего специального образования СССР. — М.: «Стройиздат», 1984.
- Журавлёв И. П., Лапшин П. А. Каменщик / Э. Юсупянц. — 2-е. — Ростов н/Д.: «Феникс», 2003. — 416 с. — (Начальное профессиональное образование). — ISBN 5-222-03437-2.

### Энциклопедии
- Бедов А. И. Каменные конструкции. — М, 2016. — Т. 12, кн. Большая российская энциклопедия. — 608 с.
- Орешкин Д. В. Растворы. — М, 2016. — Кн. Большая российская энциклопедия.
- Кумпяк О. Г. Армокаменные конструкции. — М, 2016. — Кн. Большая российская энциклопедия.
- Бабич М. В., Эскин Ю. М. Каменный приказ. — М, 2016. — Кн. Большая российская энциклопедия.
- Попов К. Н. Каменные материалы. — М, 2016. — Кн. Большая российская энциклопедия.
- Кирчо Л. Б., Щетенко А. Я., Паромов Я. М. и др. Кирпич. — М., 2016. — Кн. Большая российская энциклопедия.